# Revver
Revver era un servizio di video sharing che ospitava contributi originali di utenti e condivideva con loro il 50% degli introiti derivanti dalla pubblicità aggregata ad ogni videoclip.

## Storia
Fondato da Steven Starr, Ian Clarke e da Oliver Luckett nel 2004, attualmente ha la propria sede a Los Angeles. Il sito è stato lanciato soltanto nel novembre 2005. La società ha ricevuto dei finanziamenti da Bessemer Venture Partners, Draper Fisher Jurvetson, Draper Richards, William R. Hearst, III, Comcast Interactive Capital e dalla Turner Broadcasting .
L'attuale versione del sito, Revver 1.0 è stata realizzata nel settembre 2006. Tale versione, che per un periodo di tempo ha affiancato quella vecchia, a sua volta denominata Revver Classic, ha introdotto una grafica totalmente nuova, un nuovo pannello di controllo per l'utente, detto "user dashboard", un uploader per i video sul sito web e il formato Flash, quale principale formato di distribuzione dei video sul sito. In questo periodo alcuni utenti di YouTube di fama ormai internazionale quali Lonelygirl15 hanno deciso di trasferire i loro video su Revver.
La popolarità del sito è cresciuta poco alla volta. Poco prima del suo rinnovamento, il sito ospitava circa 20.000 video. Verso la metà di ottobre tale numero è quintuplicato raggiungendo la soglia dei 100.000 video. L'utente del sito più celebre, autore dell'ormai famoso video in cui vengono mischiate Coca Cola e Mentos, ha guadagnato circa 30.000$.
Nel settembre 2006 Revver ha lanciato il suo API. Gli sviluppatori che utilizzano l'API possono realizzare un sito web che ha tutte le caratteristiche e le funzionalità di Revver.com e hanno accesso completo all'intera raccolta di video in formato Revver.
Il 29 novembre 2006, Verizon Wireless e Revver hanno annunciato un accordo in base al quale alcuni video di Revver saranno disponibili ai sottoscrittori del "Verizon's V CAST service". Tale accordo è stato annunciato il giorno seguente all'annuncio di uno simile con YouTube. Su V CAST, i video in formato Revver non contengono la pubblicità alla fine, ma Revver ha intenzione di spartire con gli autori dei video i proventi derivanti da questo accordo commerciale.

## Come si guadagna
Revver è stato uno dei primi siti di video sharing a monetizzare il cosiddetto user-generated content attraverso la pubblicità. Il sistema di Revver è stato spesso paragonato a quello Adwords di Google, quello per i video piuttosto che quello per i siti internet.
La tecnologia alla base di Revver è il RevTag, un "tracking tag" che viene inserito all'interno del video pubblicato sul sito da un utente. Il RevTag fa comparire automaticamente una schermata pubblicitaria "cliccabile" al termine di ogni singolo video. Quando una persona che ha visto il video fino al termine clicca sulla schermata pubblicitaria, il sito pubblicizzato viene aperto nel browser e il provento della pubblicità viene spartito a metà tra Revver e colui che ha creato il video.
I RevTags vengono tracciati, registrati sul web e di conseguenza gli utenti di Revver hanno tutto l'interesse a che i loro video si diffondano il più possibile. Poiché i RevTag sono parte integrante dei video (grazie alla interattività resa possibile dai player in formato Flash e da quelli in formato QuickTime), la tecnologia che sta alla base del tracciamento dei RevTag funziona ovunque i video in formato Revver vengano memorizzati e distribuiti, sia che si tratti del sito Revver.com, sia che siano stati pubblicati su un qualsiasi altro sito, o che siano memorizzati sull'hard disk o su un video player portatile.
Revver utilizza una Licenza Creative Commons Attribuzione-Non Commerciale-Non Opere Derivate 2.5.

## Controversie
Revver ha smesso di pagare i suoi utenti dall'inizio di settembre 2008, mese in cui sono stati pagati gli introiti relativi al mese di maggio. Dopo alcuni mesi di silenzio da parte dell'azienda il primo pagamento, relativo alle attività del mese di giugno 2008, è stato evaso il giorno 9 dicembre con un ritardo di oltre 4 mesi rispetto a quanto indicato nelle condizioni del sito. I successivi pagamenti non sono ancora stati elargiti.